# Gundolf Köhler
Gundolf Wilfried Köhler (* 27. August 1959 in Schwenningen am Neckar; † 26. September 1980 in München) war ein deutscher Rechtsterrorist, der zeitweise der Wehrsportgruppe Hoffmann (WSG) und der Wiking-Jugend angehörte. Am 26. September 1980 verübte der damalige Student aus Donaueschingen mit einer selbstgebauten Bombe das Oktoberfestattentat, den mit 13 Toten und 221 Verletzten bisher schwersten Terroranschlag in der Geschichte der Bundesrepublik Deutschland. Köhler starb dabei.
Die früheren Ermittler stuften ihn 1982 als Einzeltäter ein, der den Anschlag ohne politische Absichten aus persönlichem Scheitern begangen habe, eventuell als erweiterten Suizid. Jahrzehntelange Recherchen vor allem des Opferanwalts Werner Dietrich und des Journalisten Ulrich Chaussy ergaben zahlreiche neue Hinweise auf mögliche rechtsextreme Mittäter. Daraufhin leitete die Bundesanwaltschaft im Dezember 2014 erneute Ermittlungen zum Attentat ein. Am 7. Juli 2020 stellte sie diese mit dem Ergebnis ein, dass Köhler das Attentat eindeutig aus rechtsextremen politischen Motiven geplant und ausgeführt hatte, um die Bundestagswahl 1980 zu beeinflussen, dem Kandidaten der Unionsparteien Franz Josef Strauß ins Kanzleramt zu verhelfen und letztlich einen „Führerstaat“ nach dem Vorbild des NS-Staates zu erreichen. Anstifter, Mitwisser und Mittäter Köhlers ließen sich weder beweisen noch ausschließen.

## Leben
Gundolf Köhler war der jüngste Sohn von Werner und Martha Köhler. Sie führten früher in Gallen (Sachsen) einen Landwirtschaftsbetrieb. Seine älteren Brüder waren Christian (* 1944), Heinz (* 1946), Klaus (* 1948) und Gerald Köhler (* 1952). Die Familie zog 1952 aus politischen und wirtschaftlichen Gründen aus der DDR nach Donaueschingen um. 1957 ertrank der bis dahin jüngste Sohn Gerald. Gundolf wurde 1959 als spätes Wunschkind der Eltern geboren und wuchs als „Nesthäkchen“ zuhause auf, als seine älteren Brüder schon erwachsen waren. Wie sein Bruder Klaus interessierte er sich für Chemie, Geografie und Geologie. Anders als sein Vater, ein Anhänger der CDU, und seine älteren Brüder, die politisch der SPD oder FDP zuneigten, entwickelte er sich früh zum Rechtsradikalismus.
Er hatte als Jugendlicher engen Kontakt zu einem Nationalsozialisten, der sein Weltbild prägte. Als 14-Jähriger besuchte er den Landesparteitag und Wahlveranstaltungen der NPD. Er sammelte Abzeichen, Bücher und Bilder aus der Zeit des Nationalsozialismus. Über seinem Bett hing jahrelang ein Bild Adolf Hitlers. Er erwarb einen Stahlhelm und Soldatenstiefel und übte in einem Schießsportverein an der Waffe. Jugendfreunde bezeugten, dass er die Vernichtung von Juden (den Holocaust) und Kommunisten im NS-Staat bejahte und in der Bundesrepublik gern einer Art SS oder Reichswehr angehören wollte, um gegen Kommunisten vorzugehen. Beim Anblick orthodoxer Juden soll er gesagt haben, Hitler habe vergessen, „sie zu vergasen, und jetzt müssten wir für die alten Männer Rente zahlen“.
Ab 1975 hatte Köhler laut Aussage seiner Mutter einen „Militärtick“ und nahm zur WSG Kontakt auf. In einem Telefonat mit Köhlers Mutter stellte der rechtsextreme WSG-Gründer Karl-Heinz Hoffmann die WSG als harmlose Sportlergruppe dar, die Jugendliche körperlich ertüchtige und vor Drogen und Chaos bewahre. Daraufhin erlaubte sie Gundolf die Teilnahme an WSG-Übungen. Um häuslichen Streit zu vermeiden, verschwieg er dies seinem ältesten Bruder. Im Februar 1976 schrieb Köhler an Hoffmann, er wolle in Donaueschingen eine Ortsgruppe der WSG aufbauen. 1977 nahm Hoffmann ihn in die WSG-Mitgliederkartei auf. Bis 1979 nahm Köhler laut Karteieintrag an zwei WSG-Übungen teil. Er stand zudem an dritter Stelle auf einer Adressenliste des Wehrsportlers Odfried Hepp, der ihn ebenfalls als WSG-Mitglied und Teilnehmer an zwei WSG-Übungen notiert hatte. Das Landesamt für Verfassungsschutz Baden-Württemberg speiste Köhler als „aktiven Anhänger“ der WSG 1979 in das Nachrichtendienstliche Informationssystem (NADIS) ein.
Nach Aussagen der WSG-Aussteiger Arndt-Heinz Marx und Ralf Rößner vom Juli 1981 nahm Köhler im Juli 1976 an einer WSG-Übung in Heroldsberg teil, dem damaligen Wohnort von Hoffmann und Hauptsitz der WSG. Dort warf Köhler vor etwa 20 weiteren Übungsteilnehmern, darunter Hoffmann, eine selbstgebaute Handgranate. Er erklärte ihnen, die Herstellung von Sprengmitteln in seinem Keller sei sein Hobby. Er habe dabei schon einmal einen Unfall gehabt. Er sprach mit den anderen über die bevorstehende Bundestagswahl 1976 und die Möglichkeit eines Bürgerkrieges in Deutschland. Man habe einen Guerillakampf als beste Aktionsmöglichkeit vorgezogen. Seitdem war Köhler in der WSG unter dem Spitznamen „Daniel Düsentrieb“ als Hobbychemiker und Sprengstoffexperte bekannt.
Hoffmann stellte Köhlers Kontakt zu dem Neonazi Axel Heinzmann her, der ihm beim Aufbau der WSG-Ortsgruppe helfen sollte. Heinzmann führte den rechtsextremen „Hochschulring Tübinger Studenten“ (HTS) und organisierte im Dezember 1976 in Tübingen Hoffmanns rassistischen Vortrag „Die schwarz-kommunistische Aggression im südlichen Afrika“. Auf Heinzmanns schriftliche Einladung besuchte Köhler diesen Auftritt und beteiligte sich an einer Massenschlägerei, bei der WSG-Anhänger mit Knüppeln und Ruten gegen Protestierende vorgingen und viele davon verletzten.
Laut den WSG-Mitgliedern Helmut Krell und Bernd Grett nahm Köhler 1977 oder später an einer WSG-Versammlung bei Ingolstadt oder Neuburg an der Donau sowie einer weiteren WSG-Übung bei Eitensheim teil. Dort warf er laut Grett eine Rauchbombe, die nicht detonierte.
Im Frühjahr 1978 absolvierte Köhler sein Abitur am Fürstenberg-Gymnasium Donaueschingen. Danach verpflichtete er sich für zwei Jahre als Soldat auf Zeit bei der Bundeswehr. Sein Wunsch, als Feuerwerker oder Waffen-, Raketen- und Munitionstechniker eingesetzt zu werden, wurde abgelehnt. Stattdessen wurde er ab Juli 1978 beim Panzergrenadierbataillon 292 in Immendingen als Kraftfahrer und im Bürodienst eingesetzt. Daraufhin wandte er sich enttäuscht von der Bundeswehr ab und ließ sich im November 1978 wegen einer simulierten Taubheit entlassen.
Im September 1978 nahm Köhler Kontakt zu einer früheren Mitschülerin auf. Wie sie später berichtete, versuchte er, sie mit Schmuckgeschenken als Freundin zu gewinnen. An den Wochenenden suchte er mit ihr Bergkristalle, erzählte ihr von seinem Bundeswehrdienst, beschrieb ihr die WSG als eine Art Bundeswehrfanclub und erzählte ihr von seiner simulierten Taubheit: Nur so könne er seine Freiwilligenabfindung retten. Nach seiner Entlassung als Zeitsoldat zeigte er ihr eine in seinem Zimmer versteckte Maschinenpistole und behauptete, er sei Waffensammler. Kurz nach Weihnachten 1978 brach sie die Freundschaft ab, was er ihr gegenüber akzeptierte. Elf Monate später, im November 1979, schrieb er ihr noch einmal und warf ihr vor, der Beziehungsabbruch habe ihn durch die Führerscheinprüfung fallen lassen. Im Sommer 1980 bat er sie per Brief, ihm den Schmuck zurückzusenden, er brauche ihn finanziell. Die Post stellte ihre Rücksendung jedoch nicht zu. Laut späteren Aussagen eines Freundes und eines Untermieters hatte ihn die Trennung einige Wochen lang bedrückt.
Im Sommer 1979 reiste Köhler mit einem Interrailticket quer durch Europa. In Schottland nahm er Kontakt zu einer Studentin aus Ebenhausen im Isartal auf, die seiner früheren Mitschülerin ähnelte. Im September besuchte er mit ihr und ihren Freunden das Münchner Oktoberfest und stritt sich mit ihrem festen Freund. Nach mehreren Briefen Gundolfs, in denen er um sie warb, beendete sie im Juli 1980 telefonisch den Kontakt.
Seit April 1979 studierte Köhler an der Eberhard Karls Universität Tübingen Geologie. Er wohnte im Ortsteil Weilheim und nahm gelegentlich an Veranstaltungen des HTS teil. Er beteiligte sich laut Heinzmanns späterer Aussage nicht an dessen Flugblattaktionen und interessierte sich nur für eine geplante Aktion gegen Selbstschussanlagen an der DDR-Grenze. Auch eine Listenkandidatur für die Tübinger Kommunalwahl, die Heinzmann ihm im März 1980 anbot, lehnte Köhler ab. Im Mai 1980 fiel er bei der schriftlichen Diplomvorprüfung durch und legte Widerspruch gegen die Bewertung seiner Klausur ein. Diese war nicht studienentscheidend und hätte nachgeholt werden können. Am 24. September 1980 sandte der Fachbereich die Ablehnung des Widerspruchs an Köhler. Da dieser Bescheid unauffindbar blieb, ist unbekannt, ob er ihn vor dem Attentat erhielt.
Köhler besaß einen Mitgliedsausweis der Wiking-Jugend, die wie die WSG paramilitärische Lager durchführte. Deren Mitglieder Peter Naumann und Heinz Lembke hatten 1978 einen Terroranschlag verübt. Die bei Odfried Hepp gefundene Mitgliedsliste der WSG stammte von einem Mitglied der Wiking-Jugend.
Laut Christian Köhler besuchte Gundolf im Frühjahr 1980 in Donaueschingen einige Versammlungen des neu gegründeten Ortsverbands der Grünen und interessierte sich für ökologische Probleme seiner Region. An Ostern (5.–6. April) 1980 habe er sich zuhause erstmals von Karl-Heinz Hoffmann distanziert, der in Tübingen wegen der Schlägerei von 1976 vor Gericht stand.
Gundolfs ältere Brüder sammelten seine Aktivitäten vom 1. Juli 1980 bis zu seinem Todestag rückblickend in einem Tagebuch. Danach half er im Juli fünf Tage lang bei Bau- und Malerarbeiten im Haus von Christian Köhler, schloss wenige Tage danach einen Bausparvertrag ab, zahlte seine Miete am 12. Juli für zwei Monate im Voraus und verabschiedete sich von seiner Vermieterin in Tübingen: Er werde bis 15. Oktober 1980 Ferien machen. Ab 15. Juli reiste er drei Wochen lang mit einem Interrailticket durch Europa, zunächst durch Nordgriechenland und Jugoslawien, vom 28. Juli bis 6. August durch Skandinavien. Am 21. August bewarb er sich erfolgreich für einen Ferienjob bei der Firma Uranerzbau Bonn, den er vom 25. August bis 5. September in Freiburg ausführte. Am 14. September besuchte er einen Wahlkampfauftritt des Kanzlerkandidaten Franz-Josef Strauß in Schwenningen. Ab dem 13. September probte er jeden Mittwoch und Samstag als Schlagzeuger mit einem Bassisten und einem Gitarristen, die er über eine eigene Zeitungsannonce gefunden hatte. Die letzte Probe erfolgte am 24. September; die nächste war für den 27. September verabredet. Am 25. September brachte Köhler vormittags das Manuskript einiger von ihm gesammelter Heimatsagen in eine Druckerei in Donaueschingen. Abends besuchte er in der Donaueschinger Volkshochschule einen Vortrag des Historikers Heinz Lörcher zum Thema „Vernichtung durch Arbeit – Konzentrationslager in Baden-Württemberg“. Am Mittag des folgenden Tages fuhr er mit dem Pkw seines Vaters nach München zum Oktoberfest.

## Oktoberfestattentat
Am Freitag, den 26. September 1980, um 22:19 Uhr detonierte an der Wirtsbudenstraße zur Theresienwiese, kurz vor dem Willkommensbogen zum Oktoberfest, eine Bombe. Sie tötete 13 Menschen und verletzte 221, viele davon schwer. Gundolf Köhler war unter den Toten. Die Obduktion seines Leichnams ergab, dass er die Bombe im Moment der Detonation mit beiden Händen und nach vorn gebeugtem Oberkörper gehalten hatte, so dass sie ihm beide Arme abriss, sein Gesicht und vordere Körperpartien verbrannte. Mehrere Zeugen hatten Köhler am Tatabend seit etwa 21:00 Uhr mit mehreren Begleitern und einer Tasche nahe beim Tatort gesehen. Ein Zeuge hatte ihn ab etwa 21:30 Uhr auf der Brausebad-Verkehrsinsel im hektischen Gespräch mit zwei jungen Männern beobachtet. Der Zeuge sah dann, dass Köhler eine Tüte mit einem schweren zylinderförmigen Gegenstand zu einem Papierkorb nahe der Einmündung des Bavariarings brachte und den Gegenstand darin absetzte, worauf dieser detonierte. Eine Zeugin sah, dass ein weiterer Mann mit Köhler am Papierkorb um die Bombe rang und weglief, kurz bevor sie detonierte. Eine weitere Zeugin sah kurz danach zwei Männer, die bei Köhlers Leiche standen. Der jüngere habe immer wieder gerufen „I wollt’s nicht! I kann nichts dafür! Helft’s ma!“ und sich nicht beruhigen lassen. Demnach war Köhler bei der Ausführung des Attentats nicht allein.
Sechs Meter vom Detonationszentrum entfernt fanden die Ermittler seinen Personalausweis mit seiner Heimatadresse in Donaueschingen. Im NADIS fanden sie seinen Namen und seine WSG-Zugehörigkeit. Im Keller seines Elternhauses fanden sie zahlreiche Behälter mit Sprengstoffchemikalien, eine Zündleitung, eine Zange für Sprengkapseln und Literatur zur Sprengmittelherstellung. In seinem Zimmer fanden sie eine Skizze zum Bau einer Handgranate mit Zündkapsel und TNT-Füllung, chemische Formeln, Notizen und Quittungen für den Kauf von Sprengstoffchemikalien sowie Fotografien, die Köhler beim Abschuss selbstgebauter Raketentreibsätze zeigten. TNT selbst und eindeutige Indizien, dass Köhler die Oktoberfestbombe gebaut hatte, wurden nicht gefunden.
Am Abend des Folgetages des Anschlags wurden durch eine Indiskretion der Ermittlungsbehörden der Name und die Verbindung Köhlers mit der im Januar 1980 verbotenen rechtsextremen Wehrsportgruppe Hoffmann unter Berufung auf Informationen der Illustrierten Quick bundesweit öffentlich bekannt. Die Verbindungen Köhlers zur rechtsextremen Szene wurden seitens der Ermittler – möglicherweise auf politischen Druck der bayerischen Staatsregierung – nur halbherzig durchleuchtet. Köhler wird im Schlussbericht des Landeskriminalamtes als sozial isolierter Einzeltäter, der die Bombe allein gebaut, transportiert und gezündet haben soll, beschrieben und somit allein für den Anschlag verantwortlich gemacht.
Die These des isolierten Einzeltäters Köhler wurde seit dem Abschluss der Ermittlungen 1982 durch etliche Zeugenaussagen in Frage gestellt. 1985 beschrieb der Investigativjournalist Ulrich Chaussy die Arbeit der Ermittler, die viele Hinweise zu Mittätern nicht konsequent verfolgt und die angenommenen persönlichen Tatmotive nur auf Aussagen von Köhlers Studienfreund Peter Wieland gestützt hatten. Der Journalist Tobias von Heymann fand 2008 in Akten vom früheren Ministerium für Staatssicherheit der DDR Vermerke, die ebenfalls auf eine Gruppentat hinwiesen: So sei nicht aufgeklärt worden, wer die Teile der zusammengebauten Bombe besaß, wie der Zünder aussah und woher die rund 1,4 Kilogramm TNT stammten. Köhler sei bis zum Anschlag schon rund fünf Jahre lang in die Neonaziszene integriert und gewaltbereit gewesen. Er habe erwiesene Kontakte zu damals führenden deutschen Rechtsextremen gehabt. Diese seien ihrerseits mit Rechtsterroristen anderer Staaten vernetzt gewesen, die im gleichen Zeitraum Anschläge mit gleichartigen Zielen begingen: ein Klima von Angst und Unsicherheit zu schaffen, um politische Gegner und die Zivilgesellschaft einzuschüchtern. Darüber sei das MfS sehr gut informiert gewesen.
Als mögliches Motiv nennt das Nachrichtenmagazin Spiegel Online eine beabsichtigte Unterstützung der Kanzlerkandidatur von Franz Josef Strauß: Nach dem Anschlag „könnte man es den Linken in die Schuhe schieben, dann wird der Strauß gewählt“, soll Köhler in Hinblick auf die am 5. Oktober stattfindende Bundestagswahl 1980 geäußert haben.
Die Ermittlungsbehörden hielten „seit drei Jahrzehnten hartnäckig“ an der These des Einzeltäters fest (Süddeutsche Zeitung). Die 28 Ordner mit 887 Spuren und rund 10.000 Seiten zum Oktoberfestattentat hatte das Bayerische Landeskriminalamt bis Mitte 2014 unter Verschluss gehalten. Der Rechtsanwalt Werner Dietrich, der sich im Auftrag mehrerer Opfer für eine Wiederaufnahme des Ermittlungsverfahrens einsetzte, scheiterte 1984 und 2008 mit zwei Wiederaufnahmegesuchen. Asservate, wie ein Stück einer beim Anschlag abgerissenen Hand, das keinem Opfer zugeordnet werden konnte und bei der DNA-Tests hier möglicherweise Aufschluss geben könnten, wurden bereits 1997 vernichtet. Ein Ex-Ermittler nannte dieses Vorgehen mit Blick auf die heutigen technischen Möglichkeiten „sehr ärgerlich“. Anwalt Dietrich meint dazu: „Bei der Aufklärung des RAF-Terrorismus hätte es eine solche Panne, wenn es denn überhaupt eine war, niemals gegeben.“